# Čarokraj
Čarokraj je rodinná fantasy opera/expedice českého skladatele a dirigenta Marka Ivanoviće.

## Inscenační historie
V pražském Národním divadle byla opera poprvé uvedena v lednu 2012 a získala si poměrně značnou přízeň dětských diváků. Jen v letech 2012–2014 se uskutečnilo na 40 představení, další pak následovaly v roce 2016. V roce 2015 se pak  mohli s touto operou seznámit též diváci v brněnském Národním divadle Ačkoliv se určitě nejednalo o repliku pražské inscenace a změnila se tak i většina obsazení, v roli Žabáka v obou incenacích účinkoval Vladimír Javorský.

## Stručný děj opery
Tvůrci opery (vedle skladatele jde o bratry Petra a Matěje Formanovy) se rozhodli navázat na bádání britského spisovatele a přírodovědce Geralda Durella, který se ve své knize Mluvící balík stal pro své čtenáře objevitelem fantastické říše s názvem Mytologie, v níž žijí bájní tvorové a bytosti, rostou podivuhodné květiny a vládnou neobvyklé přírodní zákony.
Tajný vchod do Mytologie, pro niž zavedli inscenátoři český název Čarokraj,  byl objeven v podzemí Národního divadla a diváci opery mají šanci prozkoumat, co se tam od Durrellových dob odehrálo nového. Mohou například zjistit, že mytologické bytosti se dorozumívají zpěvem a že se každých padesát let scházejí k velké slavnosti, při níž jsou noví obyvatelé zapisováni do kouzelné Zpívající knihy. Nakonec se podařilo fantastické tvory přemluvit a přivést je na samotné jeviště Národního divadla před zraky malých i velkých diváků.

## Osoby a první obsazení
| osoba                                                                                  | hlasový obor | premiéra (14. ledna 2012) |
| -------------------------------------------------------------------------------------- | ------------ | ------------------------- |
| Velebobule                                                                             | baryton      | František Zahradníček     |
| Hlavní bazilišek                                                                       | bas          | Jan Šťáva                 |
| Papouš                                                                                 | baryton      | Roman Janál               |
| Penelopka                                                                              | soprán       | Lenka Máčiková            |
| Zpívající kniha                                                                        | soprán       | Alžběta Poláčková         |
| Žabák                                                                                  | činoherec    | Vladimír Javorský         |
| První mořská panna                                                                     | mezzosoprán  | Lenka Šmídová             |
| Druhá mořská panna                                                                     | soprán       | Alžběta Poláčková         |
| Třetí mořská panna                                                                     | soprán       | Lucie Hájková             |
| Hlavní vlkodlak                                                                        | tenor        | Jaroslav Březina          |
| Bazilišci, vlkodlaci, elfky, mandragory, bludičky (sbor), lasičky, čarokvětiny (balet) |              |                           |
| Dirigent: Marko Ivanović                                                               |              |                           |
| Režie: Petr Forman                                                                     |              |                           |
| Scéna: Matěj Forman, Andrea Sodomková                                                  |              |                           |
| Kostýmy: Andrea Sodomková                                                              |              |                           |
| Choreografie: Veronika Švábová                                                         |              |                           |

## Děj opery
Děj se odehrává v kouzelné říši zvané Mytologie. Tu vytvořil kouzelník Hengist Hanibal Velebobule jako útočiště pro bájná zvířata, která musela opustit lidský svět, protože na ně lidé přestali věřit. Právě se koná velká slavnost: jednou za padesát let se Mytologie otevře případným lidským návštěvníkům a ze skály vystoupí Zpívající kniha obsahující popis všech zvířat, která zemi obývají, a soupis všech pravidel a zákonů, jimiž se život v Mytologii řídí. Při slavnosti se do Knihy zapisují noví obyvatelé a nová pravidla. Elfky, bludičky a mandragory zpívají a Papouš, učený vrchní správce slov, z Knihy předčítá o kentaurech, faunech a vlkodlacích (scéna slavnosti, sbor Jen jednou za padesát let).
V té chvíli přepadnou shromáždění bazilišci, ukořistí knihu, Papoušovi pochroumají křídlo a Penelopce, mladé houslistce z orchestru, zničí housle. Papouš si zoufá: až na obloze pětkrát zazáří fénixové, musí se Kniha vrátit, a jestli se tak nestane, budou v Mytologii dalších padesát let vládnout bazilišci. Penelopka se snaží Papoušovi dodat odvahy, ale marně. Papouš se táže nedoslýchavého Velebobuleho, jak získat Knihu zpět, a ke svému překvapení se dozví, že to může dokázat jen on a že konkrétní způsob, jak Mytologii zachránit, je napsán v Knize samotné – jen ji najít. Papouš se tedy vydává na nebezpečnou cestu do sluje bazilišků a Penelopka se nabídne, že ho doprovodí.
Baziliškové mezitím využívají svého panství nad Knihou a přepisují její stránky tak, aby byli pány a všechny ostatní bájné bytosti jim musely sloužit. Žabák, který jim dosud pomáhal (stejně jako bazilišky i jeho hnětlo, že měli přikázáno žít v podzemí a nebyli pozváni na slavnost), je od takového barbarského počínání zrazuje, ale bazilišci ho za to uvrhnou do klece. – V té době do sluje nepozorovaně vniknou Papouš a Penelopka. Z Knihy se dozví, že k přemožení bazilišků je potřeba získat rostlinu zvanou routa – kdo ji pozře, získá sílu a stane se baziliškobijcem. Jenže routa roste jen na ostrově nebezpečných vlkodlaků… pak jsou vetřelci odhaleni, ale podaří se jim uprchnout a Penelopka přitom osvobodí Žabáka, který se k nim přidá. Papouš bývalému pomahači bazilišků příliš nedůvěřuje, ale Žabák slibuje, že je nezradí. Vydávají se na cestu na vlkodlačí ostrov přes Zpívající moře. Vlny Penelopku ukolébají ke spánku a Žabák, který se do své zachránkyně zamiloval, jí zpívá ukolébavku (Kéž se ti zdá, že já jsem kapitán). Baziliškové je pronásledují a potopí jejich loďku, ale mořské panny – charakterizované uhrančivým zpěvem beze slov – je zachrání a odvezou na břeh.
Na ostrově Papouš, Penelopka a Žabák skutečně naleznou routu, ale vzápětí je bludičky (které opakují jejich slova jako pozměněnou ozvěnu) prozradí vlkodlakům. Ozve se vlkodlačí vytí a vzápětí je tyto příšery přepadnou (sbor vlkodlaků Vábila je routa).Papoušovi a Žabákovi se podaří uprchnout, ale zjistí, že nemají ani routu, ani Penelopku. Té se vlkodlaci zmocnili a Žabák naříká (píseň Penelopé, ach Penelopé). Je tma a Penelopka si stýská v zajetí (árie Tmou víří křídla netopýří). I když své přátele varuje, že byla kousnuta a má se s východem slunce proměnit na vlkodlaka, Papouš, Žabák a Mořské panny ji osvobodí. I Mořské panny jsou však pokousány a mění se na vlkodlačice. Penelopka, Paouš a Žabák se však v bezpečí vracejí. Účinky ukořistěné routy vyzkoušejí na nejbázlivějších tvorech v Mytologii, totiž lasičkách, z nichž se po požití byliny stávají neohrožení bojovníci. Papouš je šikuje do boje proti baziliškům (zpěv a pochod Už málem jsem se bál).
Baziliškové mezitím všechna ostatní zvířata přemohli a zavřeli do klecí a nyní slaví své vítězství na nejméně příští půlstoletí (sbor Jen jednou za padesát let). Žabák se jim opět vloudí do přízně; vydává Papouše a Penelopku za své zajatce a tvrdí, že má bylinu, která učiní z každého tvora baziliška. Se svolením hlavního baziliška ji zkouší na uvězněných zvířatech; ale je to routa, která zvířatům dodá sílu, aby se z klecí osvobodila a pustila do boje s bazilišky. Ti jsou v lítém boji poraženi, ale přesto se radují; lhůta uplynula a Kniha se vrací do úkrytu v jimi pozměněném znění. Jenže Papouš je vyvede z omylu: zatímco ostatní bojovali, on příslušná místa opět opravil a zavedl tak znovu řád.
Bájné bytosti chvalořečí Papouše za jeho prozíravost a chtějí bazilišky potrestat, ale Penelopka zasahuje. Není správné oplácet zlo zlem; ať bazilišci dostanou vykázané místo na ostrově a práva jako ostatní obyvatelé říše, které dává nové jméno – Čarokraj (árie Stát! Stát! … Já mám sen). Zvířata souhlasí, Penelopka obdrží odměnou nové housle a přerušená slavnost může vyvrcholit, Kniha se vrací zpět do skály.
Nakonec se k Penelopce přitočí zamilovaný Žabák a přesvědčí ji, aby ho políbila. Když tak houslistka učiní, promění se Žabák v prince, raduje se a za povzbuzování všech vyznává Penelopce lásku (píseň Sláva mi! Sláva mi!).
 